# Ocyale pelliona
Ocyale pelliona är en spindelart som först beskrevs av Jean Victor Audouin 1826.  Ocyale pelliona ingår i släktet Ocyale och familjen vargspindlar. Inga underarter finns listade i Catalogue of Life.